# Lago degli Skua
Der Lago degli Skua ist ein 70 m langer und 50 m breiter See an der Scott-Küste des ostantarktischen Viktorialands. Er liegt 12 km östlich des Mount Abbott und 1,3 km südsüdwestlich der Mario-Zucchelli-Station an der Terra Nova Bay.
Der italienische Polarforscher Vittorio Liberia benannte ihn 1988 nach den zahlreich hier vorkommenden Antarktisskuas.